# Zoe Kazan
Zoe Swicord Kazan (Los Angeles, 9 settembre 1983) è un'attrice e sceneggiatrice statunitense.
Nipote del celebre regista Elia Kazan, è apparsa nei film Il caso Thomas Crawford (2007), Nella valle di Elah (2007), Revolutionary Road (2008), Me and Orson Welles (2009), È complicato (2009), Ruby Sparks (2012), The Pretty One (2013), What if (2013) e The Big Sick - Il matrimonio si può evitare... l'amore no (2017). Nel 2014 è nel cast dell'acclamata miniserie TV Olive Kitteridge, grazie alla quale ottiene la candidatura al Premio Emmy.

## Biografia
Zoe Kazan è nata a Los Angeles, figlia degli sceneggiatori Nicholas Kazan e Robin Swicord; i suoi nonni paterni erano il celebre regista Elia Kazan e la sceneggiatrice Molly Kazan. Dopo aver frequentato la scuola privata Windward School, si è iscritta all'Università Yale (già frequentata da suo nonno), conseguendo un Bachelor of Arts in teatro nel 2005. Dal 2007 è fidanzata con l'attore e regista Paul Dano e nell'agosto 2018 nasce la loro prima figlia, Alma.
Esordisce sul grande schermo nel 2003, con il ruolo di Samantha in Swordswallowers and Thin Men; tre anni dopo esordisce nel suo primo ruolo professionistico in teatro, lavorando al fianco di Cynthia Nixon nel revival di The Prime of Miss Jean Brodie di Muriel Spark. Il 2007 la vede interpretare un ruolo minore in La famiglia Savage, con Laura Linney e Philip Seymour Hoffman; appare in una puntata della serie televisiva a tema soprannaturale Medium, come amica della versione giovane del personaggio principale; e torna sul grande schermo recitando ne Il caso Thomas Crawford e in Nella valle di Elah. Sempre nello stesso anno, in autunno, recita in 100 Saints You Should Know e Things We Want, quest'ultima per la regia di Ethan Hawke.
Nel 2008 fa il suo esordio a Broadway con la pièce teatrale Come Back, Little Sheba, di William Inge, dove recita insieme con S. Epatha Merkerson e Kevin Anderson. Nello stesso anno recita al fianco di Leonardo DiCaprio e Kate Winslet in Revolutionary Road. Il 2009 la vede impegnata nella lavorazione di molti film come Me and Orson Welles di Richard Linklater e La vita segreta della signora Lee di Rebecca Miller. Nel 2012 esordisce come sceneggiatrice, scrivendo la commedia Ruby Sparks, di cui è protagonista al fianco di Paul Dano.
Nel 2014, la sua terza commedia, Trudy and Max in Love, debutta al South Coast Repertory. Sempre nel 2014, recita nella miniserie HBO Olive Kitteridge, che le vale una nomination all'Emmy Award alla miglior attrice non protagonista in una serie limitata. Nel 2016, riceve elogi dalla critica per la sua performance nel film horror The Monster. Nel 2017, recita nel film indipendente acclamato dalla critica The Big Sick con Kumail Nanjiani e Holly Hunter. Nel 2018, viene rilasciato Wildlife, con grande successo di critica. Kazan ha cosceneggiato il film con il suo partner Paul Dano. I protagonisti sono Carey Mulligan e Jake Gyllenhaal. Ha poi recitato nel film western di Joel e Ethan Coen, La ballata di Buster Scruggs. Molti critici considerarono la sua performance uno dei punti salienti del film. Nel 2020, Kazan recita nella serie limitata The Plot Against America, trasposizione cinematografica dell'omonimo romanzo, nei panni di Elizabeth "Bess" Levin, alter ego della madre di Philip Roth. Lo spettacolo debutta su HBO, con la partecipazione di Winona Ryder, Anthony Boyle e John Turturro. Inoltre, recita nella serie Netflix Clickbait e nel film Anche io, in cui interpreta Jodi Kantor.

## Vita privata
Dal 2007 ha una relazione con l'attore Paul Dano. Nell'agosto del 2018 l'attrice ha dato alla luce la loro prima figlia, Alma Bay.

## Filmografia

### Attrice

#### Cinema
- La famiglia Savage (The Savages), regia di Tamara Jenkins (2007)
- Il caso Thomas Crawford (Fracture), regia di Gregory Hoblit (2007)
- Nella valle di Elah (In the Valley of Elah), regia di Paul Haggis (2007)
- Land Shark - Rischio a Wall Street (August), regia di Austin Chick (2008)
- Revolutionary Road, regia di Sam Mendes (2008)
- Me and Orson Welles, regia di Richard Linklater (2009)
- La vita segreta della signora Lee (The Private Lives of Pippa Lee), regia di Rebecca Miller (2009)
- 5 appuntamenti per farla innamorare (I Hate Valentine's Day), regia di Nia Vardalos (2009)
- È complicato (It's Complicated), regia di Nancy Meyers (2009)
- The Exploding Girl, regia di Bradley Rust Gray (2009)
- Meek's Cutoff, regia di Kelly Reichardt (2010)
- Happythankyoumoreplease, regia di Josh Radnor (2010)
- Ruby Sparks, regia di Jonathan Dayton e Valerie Faris (2012)
- The Pretty One, regia di Jenée LaMarque (2013)
- Some Girl(s), regia di Daisy von Scherler Mayer (2013)
- What If, regia di Michael Dowse (2013)
- In Your Eyes, regia di Brin Hill (2014)
- All'ultimo voto (Our Brand is Crisis), regia di David Gordon Green (2015)
- My Blind Brother, regia di Sophie Goodhart (2016)
- The Monster, regia di Bryan Bertino (2016)
- The Big Sick - Il matrimonio si può evitare... l'amore no (The Big Sick), regia di Michael Showalter (2017)
- La ballata di Buster Scruggs (The Ballad of Buster Scruggs), regia di Joel ed Ethan Coen (2018)
- Voglia di gentilezza (The Kindness of Strangers), regia di Lone Scherfig (2019)
- Anche io (She Said), regia di Maria Schrader (2022)

#### Televisione
- Medium – serie TV, episodio 3x15 (2007)
- Bored to Death - Investigatore per noia – serie TV, 4 episodi (2010)
- Olive Kitteridge – miniserie TV, 2 puntate (2014)
- The Walker – serie TV, 8 episodi (2015)
- The Deuce - La via del porno – serie TV, 8 episodi (2017-2019)
- Il complotto contro l'America (The Plot Against America) – miniserie TV, 6 puntate (2020)
- Clickbait – serie TV, 8 episodi (2021)

### Sceneggiatrice
- Ruby Sparks, regia di Jonathan Dayton e Valerie Faris (2012)
- Wildlife, regia di Paul Dano (2018)

### Produttrice
- Ruby Sparks, regia di Jonathan Dayton e Valerie Faris (2012)
- Wildlife, regia di Paul Dano (2018)

## Riconoscimenti
- Independent Spirit Awards
  - 2013 – Candidatura per la miglior sceneggiatura per Ruby Sparks
- Premio Emmy[10]
  - 2015 – Candidatura per la miglior attrice non protagonista in una miniserie o film per Olive Kitteridge
- Screen Actors Guild Award
  - 2018 – Candidatura per il miglior cast cinematografico per The Big Sick - Il matrimonio si può evitare... l'amore no

## Doppiatrici italiane
Nelle versioni in italiano delle opere in cui ha recitato, Zoe Kazan è stata doppiata da:
- Domitilla D'Amico in Nella valle di Elah, Revolutionary Road, È complicato, Ruby Sparks, Olive Kitteridge, The Big Sick - Il matrimonio si può evitare... l'amore no, Il complotto contro l'America
- Perla Liberatori in Il caso Thomas Crawford, Me and Orson Welles
- Chiara Gioncardi in The Pretty One, Anche io
- Lucrezia Marricchi in La ballata di Buster Scruggs, Clickbait
- Letizia Ciampa in Medium
- Francesca Rinaldi in La vita segreta della signora Lee
- Valentina Mari in 5 appuntamenti per farla innamorare
- Erica Necci in What If
- Emanuela Damasio in All'ultimo voto
- Katia Sorrentino in The Monster
- Veronica Puccio in The Deuce - La via del porno
- Letizia Scifoni in Voglia di gentilezza